# الألمانية الأليمانية
اللهجات الأليمانية هي مجموعة من اللهجات من الجرمانية العليا من اللغات الجرمانية. يتحدثها ما يقارب 10 ملايين شخص، يقيمون في سبع دول هي ألمانيا وسويسرا والنمسا وليختنشتاين وفرنسا وإيطاليا وفنزويلا. وقد اشتقَّ اسمها من تحالف قبلي جرماني قديم اسمه الألامانيون ("جميع الرجال").

## الوضع الحالي
تُمثِّل الأليمانية مجموعة لهجات من الأليمانية العليا المتحدثة من الجبال الجنوبية إلى الشمال السهلي في منطقة سوابيان، وحتى الجرمانية القياسية التي تظهر عند الاتجاه شمالاً.
بعض اللغويّين والمنظمات تُفرِّق بين اللغات واللهجات بناءً على إمكانية الفهم المتبادل فيما بين متحدّثيها، مثل إس أي إل إنترنيشنل واليونسكو وتُصنِّف مثل هذه المنظمات الأليمانية كمجموعة لغاتٍ مختلفة، حيث يُميِّز رمز أيزو 639-3 أربع لغاتٍ مختلفة، هي جرمانية سويس (gsw) وجرمانية سوابيان (swg) وجرمانية وولزر (wae) و"gct" المتحدثة في أليمان كولونييرو بفنزويلا منذ سنة 1843.
كثيراً ما يعتبر التمييز بين اللغة واللهجة عند هذا المستوى مسألةً ثقافية أو سياسية، وذلك جزئياً لأن اللغويين فشلوا في الاتّفاق على معيارٍ واضحٍ وُمحَدَّد. تُستَخدم الجرمانية القياسية عادةً في الكتابة - وأحياناً شفهياً في حالة الإلقاءات الرسمية - في جميع المناطق التي تُحكَى فيها اللهجات الأليمانية (ما عدى الألزالس وسويسرا)، وعموماً فإن لهجات الأليمانية تُعتَبر لهجات جرمانية (تحديداً أكثر، مجموعة لهجات ضمن الجرمانية العليا) لا لغاتٍ منفصلة.